# Черноверхский, Павел Александрович
Павел Александрович Черноверхский — советский хозяйственный деятель, один из создателей атомного подводного флота СССР.

## Биография
Родился в 1916 году в Сормово. Член КПСС.
Окончил Горьковский индустриальный институт.
В 1934—1962 гг. — мастер, инженер-строитель цеха подводных лодок, начальник цеха, главный инженер завода «Красное Сормово».
В 1962—1965 гг. — первый заместитель начальника Главного управления по АПЛ Совнархоза РСФСР.
В 1965—1986 гг. — начальник технического управления, начальник 1-го Главного управления Министерства судостроительной промышленности СССР, которому подчинялись все заводы, строящие и ремонтирующие атомные подводные лодки, все ЦКБ по проектированию подводных лодок.
За разработку и внедрение в судостроительную промышленность методов скоростного строительства речных судов был в составе коллектива удостоен Сталинской премии за выдающиеся изобретения и коренные усовершенствования методов производственной работы 1949 года.
Автор воспоминаний о работе в подводном судостроении.
Лауреат Ленинской премии (1984). Лауреат Государственной премии СССР (1977).
Умер в 2006 году в Москве.